# مزلجة معجلة

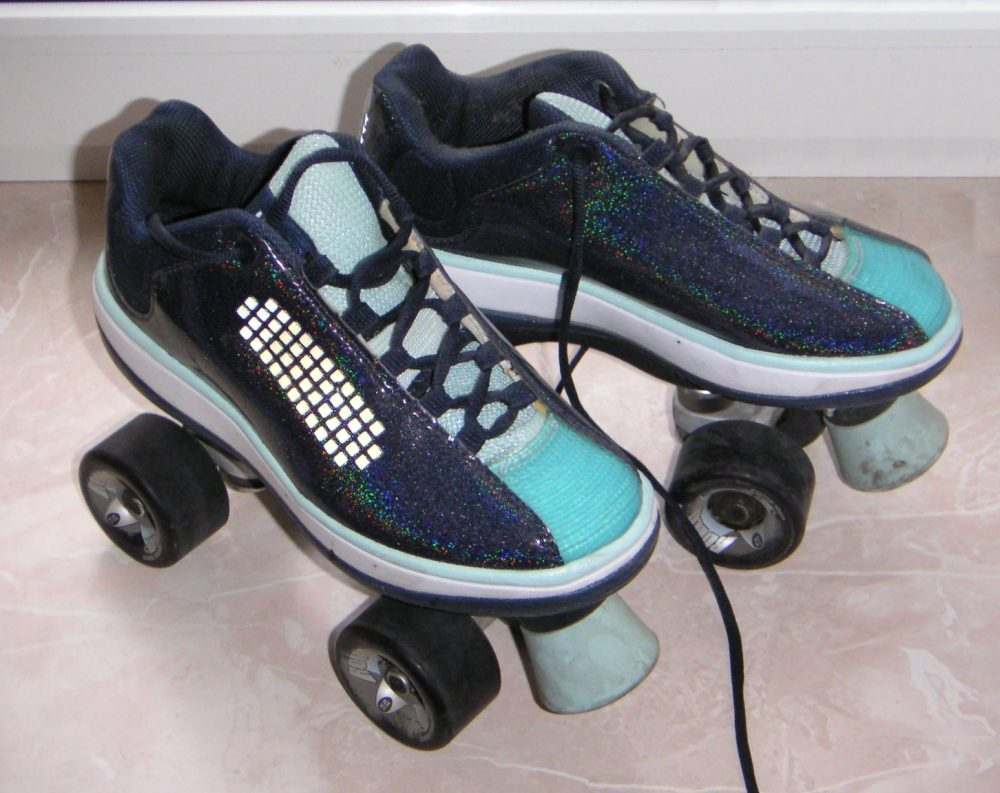

المِزْلَجَة المُعَجَّلَة أو المِزلَج المُعَجَّل أو مزلج عجل هو حذاء يحتوي على عجلات صغيرة تسمح للابسه بالتحرك السريع بها. ظهر الحذاء لأول مرة في بلجيكا بعد اختراعه من قبل جون جوزيف ميرلين. أصبح الحذاء ذا شعبية في العقود الأخيرة وأصبح وسيلة ترفيه ومتعة وخصوصا للأطفال. كما تم إنشاء عدة رياضات بالمنافسة بمهارات التحكم به ومنها رياضة رولر ديربي وهوكي الدحرجة.